# Роберт Джоффри
Роберт Джоффри, настоящее имя Абдулла Гаффа Анвер Бей Хан (англ. Robert Joffrey (Abdullah Jaffa Anver Bey Khan); 24 декабря 1930 года — 25 марта 1988 года) — американский хореограф, продюсер и режиссёр, совместно с  Джеральдом Арпино — основатель труппы «Балет Джоффри».

## Биография
Абдулла Гаффа Анвер Бей Хан родился в семье афганца и итальянки, владевшими рестораном в Сиэтле. В детстве сначала занимался боксом, затем, увидев в кино Фреда Астера и Джина Келли, увлёкся танцем и упросил отца отвести его в местную танцевальную студию Дороти Калпер. В 1939 году участвовал в паре с другой ученицей в танцевальном конкурсе, завоевав I место и приз в 500 $. После этого, желая добиться больших успехов в степе, перешёл заниматься к Лаврентию Новикову, который постепенно увлёк его балетом.
Вскоре после начала занятий, в январе 1940 года, Джоффри с помощью своего педагога впервые вышел на сцену в балете Михаила Фокина «Петрушка» во время гастрольного выступления труппы «Русский балет Монте-Карло» в Сиэтле. Исполнитель главной партии Леонид Мясин произвёл на него такое впечатление, что в дальнейшем, на протяжении всей своей жизни, Джоффри приложил много усилий для сохранения не только этого, но и других балетов дягилевского наследия. Хотя Новиков советовал ученику никогда не танцевать на сцене из-за его коренастого телосложения, неподходящего для классического танца, он способствовал появлению ученика на сцене и в других спектаклях «Балета Монте-Карло», в частности, в «Шехеразаде» Фокина и в «Щелкунчике» Льва Иванова.
Ещё учась в школе, Джоффри начал преподавать в филиале студии Новикова в Такоме.
В 1945 году Джоффри и его друг Джеральд Арпино перешли в студию педагога и хореографа Мари-Анн Уэллс. Рассчитывая на то, что Джоффри вместо танцевальной карьеры будет преподавать, она вскоре сделала его своим ассистентом. Летом 1947 года он занимался в Нью-Йорке, в Школе американского балета, однако, вопреки ожиданиям Уэллс, вновь вернулся в Сиэтл.
23 июня 1948 года Джоффри при финансовой помощи родителей дебютировал как хореограф, представив «Программу оригинальных хореографических композиций», посвящённую своему педагогу. Здесь он также выступил и как танцовщик. В июле Джоффри вновь поехал на летние курсы Школы американского балета в Нью-Йорк. Классическим танцем он занимался у Анатолия Обухова, Петра Владимирова и, временами, у самого Джорджа Баланчина, модерном — у Мерса Каннингема.  
В 1949 году Ролан Пети отбирал в Нью-Йорке местных артистов для гастролей его «Балета Парижа» по Америке, и Джоффри попал в труппу. Хотя его взяли в кордебалет, благодаря травме другого танцовщика, он исполнял и сольные партии (Горбун в «Рандеву», Главарь контрабандистов в «Кармен»). В декабре 1949 года, не желая переезжать в Париж, а также из-за сильных приступов астмы, он расторгнул свой контракт с Пети.
В сентябре 1950 года он был приглашён на балетное отделение Высшей школы исполнительских искусств, где преподавал и делал хореографические постановки до 1955 года.
В 1953 году Джоффри совместно с Арпино организовал собственную балетную школу, ученики которой начиная с 1956 года начали выступать в составе небольшого гастрольного коллектива, с 1960 года носившего название «Балет Роберта Джофри» (позднее — «Балет Джоффри»). Помимо собственной труппы, много работал с другими балетными компаниями.
Роберт Джоффри скончался от осложнений СПИДа 25 марта 1988 года в Нью-Йорке. Похоронен в Соборе Иоанна Богослова.

## Постановки
Джоффри начал делать попытки постановки собственных «спектаклей» ещё будучи ребёнком. Не задумываясь о карьере профессионального танцовщика, он с детства мечтал ставить балеты и иметь собственную труппу. В своей хореографии пытался соединить классический танец и модерн, использовал в спектаклях рок-музыку, различные световые и кинематографические эффекты. 
- 1948 — «Программа оригинальных хореографических композиций» в 7-и частях на музыку различных композиторов
- 1952 — «Персефона»
- 1954 — «Бал-маскарад» (фр. Le bal masqué) на музыку Франсиса Пуленка; Pas des Déesses («Божественное па») на музыку Джона Филда
- 1955 — «Лунный Пьеро» на музыку Арнольда Шёнберга
- 1962 — «Гамелан»
- 1967 — спектакль «мульти-медиа» «Астарте»
- 1970 — рок-балет «Троица»
- (?) — «Воспоминание» на музыку песен Рихарда Вагнера

## Признание
Роберт Джоффри был отмечен многочисленными премиями и наградами, в том числе:
- премия журнала Dance Magazine[англ.]
- премия фирмы «Капецио[англ.]» (1974)
- медаль Генделя (Нью-Йорк)
- премия Клуба 100 (Лос-Анджелес)
- премия Бюро записи танца[англ.]

Также Джоффри был избран почётным доктором Тихоокеанского лютеранского университета (англ. Pacific Lutheran University).
В 2000 году Роберт Джоффри включён в «Зал славы Национального музея танца (англ. National Museum of Dance and Hall of Fame)».

## Фильмография
Творчеству балетмейстера посвящён документальный фильм Joffrey: Mavericks of American Dance (режиссёр англ. Bob Hercules, 2011)